# Furies
Furies (título original: Thanh Soi: Cuc Dai Trong Dem) es una película vietnamita de 2022 dirigida por Veronica Ngo y protagonizada por Dong Anh, Quynh Toc, Tien Thuan Nguyen y Veronica Ngo.
Como Furie (2019) tuvo mucho éxito siendo además la película vietnamita más exitosa de la historia y habiendo tenido también exitosas críticas, se hizo esta precuela en 2022.

## Argumento
Después de que la violan y matan a su madre, Bi va a Saigón, donde se gana la vida con varios trabajos. Pero no solo hace amigos y un día Jacqueline tiene que salvarla de unos gánsteres. Jacqueline la acoge, donde ya viven la siempre alegre Hong y la algo gruñona Thanh. Las chicas son como una familia y Bi poco a poco se está convirtiendo en parte de ella.
Sin embargo, Jacqueline también entrena a las chicas en combate, ya que el mundo exterior es despiadado y cada uno debe valerse por sí mismo. Pero el líder tiene un plan. Quiere hacer de la ciudad un lugar mejor eliminando al jefe criminal Hai. Este continúa expandiéndose, pero un primer ataque contra él, liderado por las tres chicas, tiene éxito. Hai sospecha de otra pandilla y se vuelve cada vez más despiadado. Jacqueline también tiene que tener más cuidado ahora.
Sin embargo Bi cree que hay más detrás de las intenciones de su jefe. Al mismo tiempo, también tiene que lidiar con el trauma de su pasado y el hecho de que no le importa matar. En la cruel realidad de Saigón, no es fácil seguir siendo humano.

## Reparto
| Actor            | Personaje    |
| ---------------- | ------------ |
| Dong Anh Quynh   | Bi           |
| Toc Tien         | Thanh Soi    |
| Thuan Nguyen     | Hai Cho Dien |
| Veronica Ngo     | Jacqueline   |
| Rima Thanh Vy    | Hong         |
| Song Luan        | Long Bo Da   |
| Gi A Nguyen      | Son Lai      |
| Thanh Nhien Phan | Teo Mat Seo  |

## Recepción
Cuando se estrenó Furies en Vietnam, la película no tuvo el éxito esperado como Furie. Por eseo se estrenó inmediatamente en Netflix en un intento de salvarlo, que tuvo mucho éxito.Estuvo en la lista de las 10 películas extranjeras más vistas en todo el mundo durante dos semanas seguidas.  Es más, causó a que tuviese un interés renovado en Vietnam, manteniéndose  allí en la lista de las 10 películas más cistas durante un mes.  Finalmente, también se ha convertido también en una película de culto.
Hoy en día la película ha sido valorada en portales cinematográficos y por los críticos profesionales. En IMDb, con aproximadamente 1500 votos registrados, el filme obtiene una media ponderada de 5,9 sobre 10. En cuanto a Rotten Tomatoes, los menos de 50 votos registrados allí le dieron una valoración media de 3,3 de 5, mientras que los 18 críticos profesionales registrados allí le dieron una valoración media de 6,6 de 10. También cabe destacar, que en La Vanguardia el 61 % de los usuarios registrados allí le dan una valoración positiva.